# بازی

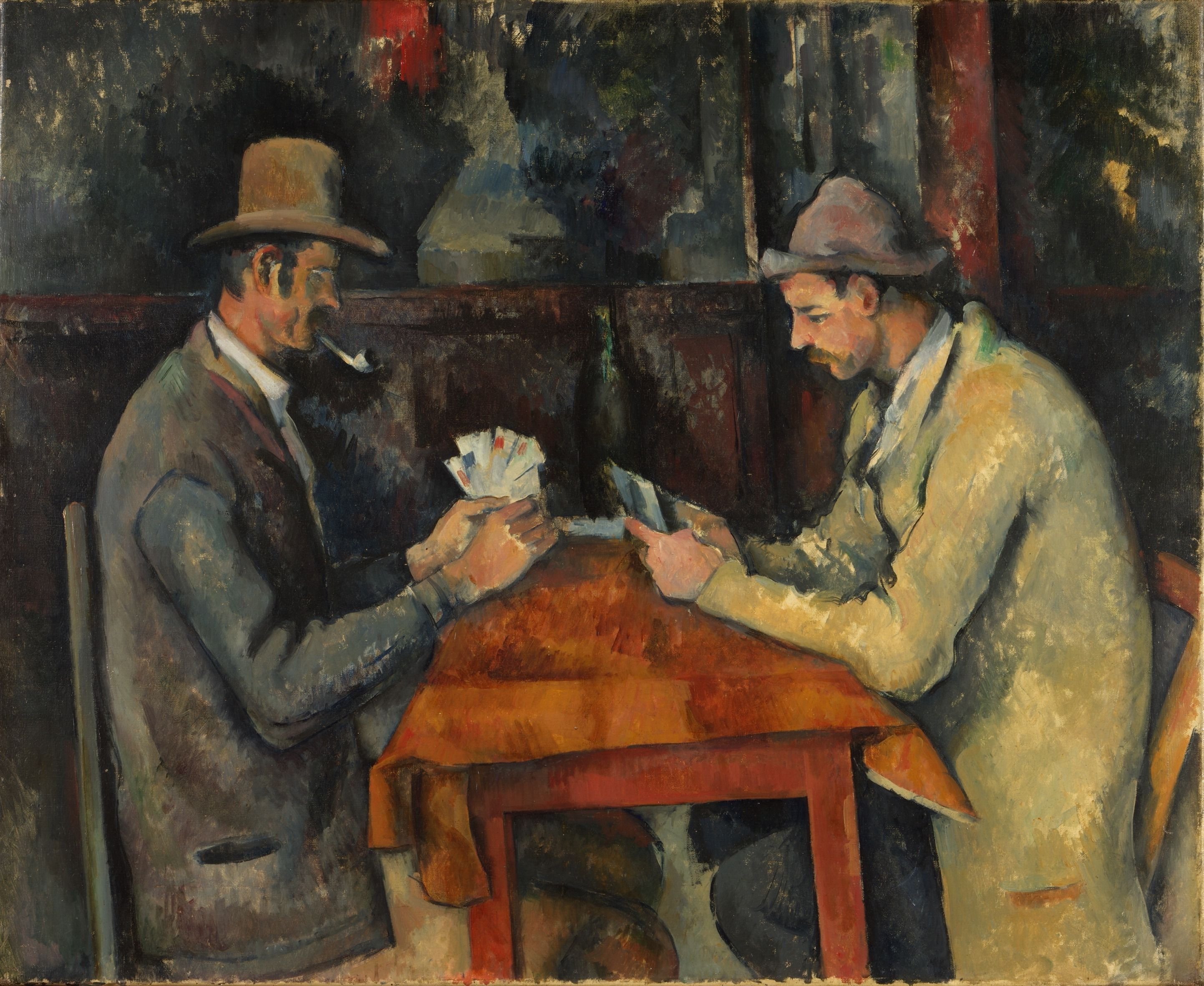
نقاشی از بازی ورق

بازی فعالیتی است که با میل و اختیار فرد به‌وجود می‌آید و با هدف سرگرمی و تفریح و معمولاً و به‌طور هنجاری در اوقات فراغت انجام می‌شود. کارکرد بازی‌ها، تفریح و شادابی است. در این دوره، از بازی به عنوان یک صنعت شغلی هم استفاده‌ می‌شود. در تعریف علمی، بازی فعالیتی مخصوص کودکان نیست؛ حتی بازی هایی برای سرگرمی افراد بزرگسال نیز طراحی شده است. هر فعالیت اختیاری که بر اساس ایجاد لذت و خوشایندی باشد و کم یا زیاد دارای قواعد باشد، بازی محسوب می‌شود. بازی‌ها غالباً اشکال شناخته‌شده‌ای دارند و در فرهنگ و اقلیم هر قوم می‌توان آن‌ها را سراغ گرفت؛ بنابراین بازی‌ها دارای زمینه‌های اجتماعی، اقلیمی و خرده فرهنگی هستند. بازی‌ها عمدتاً توسط وسایلی انجام می‌شوند که بیشتر برای کودکان اسباب‌بازی نامیده‌ می‌شوند اما وسایلی مثل ورزش-بازی چوگان نیز به نوعی اسبابِ بازی هستند. امروزه بازی‌ها به شکل بازی‌های رایانه‌ای می‌باشند و بازی‌های سنتی تقریباً مانند گذشته نیستند.
یک بازی شامل مجموعه‌ای از بازیکنان، مجموعه‌ای از حرکت‌ها یا راه‌بردها و نتیجهٔ مشخصی برای هر ترکیب از راهبردها می‌باشد. پیروزی در هر بازی تنها تابع یاریِ شانس نیست؛ بلکه اصول و قوانینِ ویژهٔ خود را دارد و هر بازیکن در طی بازی سعی می‌کند با به‌کارگیری آن اصول، خود را به بُرد نزدیک کند.
با توجه به تعریف جین مک گانیگال از بازی، هر بازی دارای چهار مؤلفه اصلی شامل هدف، قوانین، سیستم بازخورد و حضور داوطلبانه بازیکنان است.

### هدف بازی
بازخورد مشخصه‌ای از یک بازی است که بازیکنان می‌توانند به آن دست یابند. آن‌ها توجه‌شان را بر روی این اهداف متمرکز می‌کنند، این هدف باعث می‌شود تا افراد، احساس کنند مقصودی دارند.

### قوانین بازی
همان مکان‌هایی هستند که بازیکنان را محدود می‌کنیم. قوانین با محدود کردن بازیکنان، تلاش دارد تا آن‌ها با روش‌هایی نوآورانه به اهداف برسند. قوانین برای ممنوع کردن راه‌های همیشگی هستند. البته قوانین در همه‌ی بازی ها یکسان نیست و با یکدیگر فرق دارند.

### سیستم بازخورد
به بازیکنان می‌گوید که چقدر به هدف شان نزدیک شده‌اند. سیستم بازخورد می‌تواند شامل امتیازها، مراحل یا یک نوار پیشرفت باشد. حتی اگر به بازیکنان بگوییم: «رقابت وقتی به پایان می‌رسد که …»، سیستم بازخورد طراحی کرده‌ایم.
سیستم بازخورد فعال به بازیکنان اطمینان می‌دهد که هدفشان قابل دسترسی است و انگیزه آن‌ها را افزایش می‌دهد.

### حضور داوطلبانه
مهم است که تمام بازیکنان، آگاهانه و از روی خواسته خودشان، قوانین، اهداف و سیستم بازخورد را پذیرفته‌ باشند.

## بازی در ایران باستان
در ایران باستان کودکان از سن پنج سالگی سوارکاری و تیراندازی می‌آموختند. در آغاز تیراندازی به حالت پیاده و سپس اسب‌سواری و بعد تیراندازی در حالی که سوار بر اسب بودند را یاد می‌گرفتند. کسانی که در آموزشگاه درباری تیراندازی و سوارکاری می‌آموختند همراه شاه به شکار می‌رفتند تا در ضمن تفریح، نیرومند، فداکار، دلیر و با انضباط شوند و جنگ‌آزمایی و سلحشوری بیاموزند. مهم‌ترین بازی‌های کودکان برای تربیت جنگی آن‌ها عبارت بود از: اسب‌سواری، تیراندازی، شکار، چوگان‌بازی و زوبین‌اندازی. دورهٔ آموزشی کودکان از پنج‌سالگی شروع و در بیست‌سالگی خاتمه می‌یافت. گزنفون در تاریخ خود می‌نویسد که کودکان ایرانی از خردسالی کمان کشیدن و تیرانداختن می‌آموختند و تا حدود هفده سالگی ادامه داشت.

## تعریف اسباب بازی
اسباب بازی عبارت است از ابزار و وسایلی که ویژگی‌های بالقوه درون کودک را به فعلیت می‌رساند؛ چه در در جهت درست یا غلط. چون شیطنت هم وجود دارد که شامل غضب و وهم و غنا و شهوت می‌شود. بازی کامپیوتری هم اسباب بازی مجازی است که قوه واهمه را تقویت می‌کند و کودک خیال‌پرداز و متوهم بزرگ می‌شود، چون در محیط مجازی بازی محدودیت‌های عالم واقعی وجود ندارد، ذهن کودک هم با آن شکل می‌گیرد. پس ابزاری که باعث رفع نیاز یا تسهیل رفع نیازهای کودک می‌شود، اسباب بازی است. البته این تعریف یک تعریف قراردادی است، ممکن است تعریف علمی اسباب بازی چیز دیگری باشد.

## ماهیت اسباب بازی
اسباب بازی‌هایی مثل اره پلاستیکی یا انبردست پلاستیکی یا وسایل خانه‌سازی می‌توانند نیاز کودک به ساختن را برطرف کنند. اسباب بازی‌های فکری هم می‌توانند رشد‌دهنده باشند. رشد دهنده در جهت تعادل یا عدم تعادل. البته کودک زیر هفت سال توانایی بازیهای فکری را ندارد. در زیر هفت سال یک اسباب بازی خاص در بستر بازی مفهوم پیدا می‌کند، مثلاً یک عروسک ممکن است در یک بازی یک ابزار شیطنت یا سرگرمی باشد، اما در یک بازی دیگر با اندکی تغییر در ظاهر می‌شود ابزار رشد دهنده. اسباب بازی یک ابزار است یک قالب دارد و یک محتوا. خود قالب یک ساختار قالب دارد و یک محتوای قالب. ساختارهای قالب عمدتاً بدون جهت هستند. برخی قالب‌ها قالب‌های دارای محتوا هستند، مثلاً نرم‌افزارهای موزیکال که یک قالب هستند و محتوای آن‌ها می‌تواند متفاوت باشد، اما اساساً یک محتوا دارد که موسیقی است و مشکل دارد؛ مثلاً در روش دیوید یک محتوا وجود دارد، محتوا برای برنامه‌ریزی استراتژیک، اطلاعات شرکت است که در روش دیوید اعمال و نتیجه‌گیری می‌شود. خود قالب یک ساختار دارد و یک محتوای قالب؛ که شناسایی عوامل داخلی را می‌طلبد. شناسایی عوامل داخلی یکی این است که خود ساختار دسته‌بندی دارد و دیگر اینکه عوامل داخلی، عوامل مالی و انسانی و … هستند. در برخی موارد، خود قالب، محتوای مشکل‌دار دارد؛ مثلاً اسباب بازیهای شانسی. شانس یک محتوا است. مهم نیست سناریوی بازی چیست. می‌توان به ابزارهایی که قالب‌های مناسب دارند، محتواهای مناسب را افزود و ابزار مناسب ساخت. کودک اسباب بازی را به صورت بسیط استفاده نمی‌کند. یک عروسک ممکن است در یک مجموعه بازی، مثل خاله بازی، یک کارکرد داشته باشد، عروسکی هم که در ویترین خانه قرار می‌گیرد، یک کارکرد دارد. هر دو عروسک یکسان هستند اما در ترکیب یا روش استفاده است که کارکرد مشخص می‌شود. برای بازی باید یک زیرساخت فراهم شود، کودک باید در داخل یک خانه بچگانه زندگی کودکانه داشته‌باشد، عروسکی هم که به این مجموعه افزوده می‌شود باید نقش مهمان خانه را داشته باشد. اهمیت اسباب بازی‌های در مقیاس واقعی در اینجاست که ترکیب بازی را برهم می‌زنند. باید ترکیب، شیوه و سبک بازی کودکانه را کلی در نظر بگیریم. این لزوماً درست نیست که مثلاً اگر در اسباب بازی building block مثلث را تبدیل به گنبد کردیم، اسباب بازی اسلامی می‌شود. باید بستری فراهم شود که ترکیب استفاده از اسباب‌بازی‌ها کودک را به سمت درست بازی کردن یا به عبارتی زندگی کودکانه درست هدایت کند. آنگونه که در بزرگترها سبک زندگی طراحی می‌شود، در کودکان نیز باید سبک زندگی کودکانه طراحی شود. اولین چیزی که یک خانواده برای کودک تهیه می‌کند یک کمد ویترینی است که باید پر از اسباب‌بازی شود. اسباب‌بازیهای داخل ویترین هم نمی‌تواند از آن خارج شود. اگر ویترین به خانه تبدیل شود، فضا عوض می‌شود و هر اسباب‌بازی که در آن قرار دارد، تغییر کارکرد می‌دهد. اهمیت برخی چیزها در به هم زدن ترکیب است. اسباب بازی‌های یکسان در بسترهای مختلف، کارکرد متفاوت دارند. برخی ابزارها قالب درستی ندارند و اصلاً در سبک زندگی درست، جایگاهی ندارند، مثل اسباب بازی‌های موزیکال یا کارتون‌های تخیلی ولی برخی استفاده دوگانه دارند مثل عروسک و اتومبیل و والدین باید تمام توجه و اهتمام خود را برای انتخاب بهترین بازی‌ها و اسباب بازیها برای کودکان خود به کار گیرند.

## گونه‌های بازی
- بازیهای کازینویی
- بازیهای مهارتی
- بازیهای ورزشی
- بازیهای فکری
- بازیهای راهبردی
- بازیهای بزمی
- بازیهای بچه‌گانه
- بازیهای حدسی
- بازیهای ویدئویی
- چیستان‌ها
- بازیهای اینترنتی
- بازی‌های رومیزی